# Oceanapia cagayensis
Oceanapia cagayensis är en svampdjursart som först beskrevs av Wilson 1925.  Oceanapia cagayensis ingår i släktet Oceanapia och familjen Phloeodictyidae.
Artens utbredningsområde är Filippinerna. Inga underarter finns listade i Catalogue of Life.